# Radomyśl (przystanek kolejowy)
Radomyśl – przystanek kolejowy, w województwie mazowieckim, w Polsce.

## Ruch pasażerski[2]
| Rok  | Wymiana pasażerska na dobę |
| ---- | -------------------------- |
| 2017 | 100-149                    |
| 2018 | 100-149                    |
| 2019 | 50-99                      |
| 2020 | 50-99                      |
| 2021 | 100-149                    |
| 2022 | 100-149                    |
| 2023 | 100-149                    |

Obecny przystanek kolejowy w Radomyśli został przebudowany podczas modernizacji magistrali kolejowej E20 w 2007 roku.

## Połączenia bezpośrednie
- Łuków
- Siedlce (15 kursów)
- Warszawa Zachodnia (2 kursy)